# Renée Asgarally
Renée Asgarally est une femme de lettres mauricienne, née le 8 juillet 1939 et morte le 6 juillet 2010. C'est la première femme mauricienne ayant publié des ouvrages en créole.

## Eléments biographiques
Elle est née en juillet 1939, sous le nom de Renée Lilianne Juddoo, au sein d'une famille métissse créole de Rose-Hill, une famille originaire partiellement  de Rodrigues. Elle devient enseignante : institutrice, puis directrise d'école, puis inspectrice de l'éducation. Elle rencontre un autre enseignant, Azize Asgarally, qu'elle épouse. Elle est chrétienne, lui est musulman. Et c'est un écrivain aussi, qui s'engage politiquement, au sein du parti de gauche Mouvement militant mauricien,. 
Maurice devient indépendante en mars 1968. Elle n'a pas trente ans. Son mari est élu député de Maurice à plusieurs reprises. Moins de dix ans après l'indépendance, elle publie à quelques mois d'intervalle deux œuvres de fiction en créole mauricien, première femme mauricienne à publier en créole,. Elle publie un roman, Quand montagne prend difé en 1977, une histoire d'amour évoquant les relations intercommunautaires,  et un recueil de nouvelles en 1979 Tension gagne corne, ainsi que d'autres récits en français. En 1993, elle traduit en français Quand montagne prend difé sous le titre La Brûlure.
Elle meurt en juillet 2010.

## Publications
- Quand montagne prend difé, Rose-Hill, Ile Maurice, Mascarena university publications, 1977, 102 p..
- Tension gagne corne, Rose-Hill, Ile Maurice, Mascarena university publications, 1977, 114 p..
- Les filles de Madame Laljee, Port-Louis, Maurice, Swallow Printing, 1982, 247 p.[4].
- Tant que soufflera le vent, Rose Hill, Ile Maurice, chez l'auteur, 1984, 209 p..
- Les Trois tortues. Le Petit prisonnier, Rose Hill, Ile Maurice, chez l'auteur, 1985, 17 p..
- La brûlure, Pereybère, Maurice, Mascarena, 2003, 244 p. (ISBN 99903-969-0-6).